# 回車鍵
確認鍵，又稱輸入鍵、歸位鍵，是指電腦鍵盤上的Enter鍵（在Apple鍵盤上即是Return鍵），其位置在引號鍵的右邊，另一個位置在數字鍵盤的右下角。

## 歷史
最早，在打字機上的打字位置是固定的，歸位兼換行的扳手用於將承載裝紙滾筒的機架（carriage）移到最右邊，以便令印字位置對準一行的開頭，同時順便轉動滾筒，換至下一行。後來，當打字機的滾筒不再橫向移動，改由承載印字頭的字車（印字頭carriage）移回到本行的起始位置。
Carriage Return“歸位”這術語是電傳打印機（TTY）所使用的博多碼的一個控制字符，代表回到一行字的起頭，但不代表換行（或稱進列）。
歸位鍵第一次由1960年在Smith Corona公司的電動打字機出現。此鍵一般被標為“Carriage Return”或 “Return”。為了幫助不說英語的用戶學習打字，之後出版的打字機經常被標“↵”符號。

## 
電腦早期引用了許多電信概念與技術。早期制定的代碼如ASCII（現今仍沿用）和EBCDIC與後期的Unicode都包括“歸位”控制字符。電腦和打印機的文字排列與電傳打印機幾乎相同。在電腦上，編輯軟體中歸位鍵一般用於結束一行文字輸入，並將游標移到下一行的開始位置，選單或選項窗口中一般用於確認當前選項。
在ASCII編碼中，歸位的編碼是十進位的13，或十六進位的\0x0D。
在C語言或部份其他語言，會用\r來表示這字符。依照作業系統的不同，有時會配合換行字符\n使用。在不少文字編輯器中，有時也會用^r或^M（相當於Ctrl-M）來表示。

## 外部連結
- （页面存档备份，存于）

## 附註與參考資料
1. enter key - 輸入鍵, 國家教育研究院雙語詞彙、學術名詞暨辭書資訊網 （繁體中文）
2. ↑  這是電腦中CRLF的起源，CR+LF才代表游標歸位並進列